# David Tennant
David Tennant, właśc. David John McDonald (ur. 18 kwietnia 1971 w Bathgate) – brytyjski aktor teatralny, filmowy i telewizyjny.

## Życiorys
Urodził się w Bathgate w Szkocji jako syn Helen McDonald (z domu McLeod, zm. 15 lipca 2007 na raka) i Aleksandra „Sandy’ego” McDonalda, pastora, który służył jako Moderator Zgromadzenia Ogólnego Kościoła Szkocji. Dwóch pradziadków ze strony matki, Agnes i William Blair, byli zagorzałymi protestantami z hrabstwa Londonderry w Irlandii Północnej, którzy byli jednymi z sygnatariuszy Ulster Covenant w 1912. William był członkiem Orange Order. Dziadek Tennanta ze strony matki, piłkarz Archie McLeod, poznał córkę Williama i Agnes, Nellie, grając w Derry City F.C., McLeod pochodził od dzierżawców z wyspy Mull. Wychowywał się w Ralston w Renfrewshire, gdzie jego ojciec był lokalnym pastorem, z bratem Blairem i siostrą Karen. Kształcił się w Ralston Primary i Paisley Grammar School. Występował w produkcjach szkolnych przez całą szkołę podstawową i średnią. Wykształcenie aktorskie zdobywał w Royal Scottish Academy of Music and Drama (RSAMD). Po obejrzeniu swojego pierwszego występu w wieku 11 lat, powiedział rodzicom, że zostanie odnoszącym sukcesy aktorem teatralnym.

### Kariera
Po odkryciu, że jest inny David McDonald, który jest już reprezentowany przez związek aktorski Equity, przyjął pseudonim sceniczny od frontmana Pet Shop Boys, Neila Tennanta, po przeczytaniu egzemplarza magazynu „Smash Hits”. Później musiał legalnie zmienić swoje nazwisko, aby dostosować się do zasad Gildii Aktorów Filmowych.
Szlify aktorskie zdobywał w politycznej grupie teatralnej 7:84. W 1991 wystąpił w sztuce Kariera Artura Ui. Odnosił sukcesy w Royal Shakespeare Company w przedstawieniach Jak wam się podoba (1996), Romeo i Julia (2000) jako Romeo, Komedia omyłek (2000), Sen nocy letniej (2001) i Hamlet (2008) w roli tytułowego duńskiego księcia.
Wystąpił m.in. w filmie Casanova, Los Angeles bez mapy i Harry Potter i Czara Ognia (rola Barty’ego Croucha Juniora). 1 stycznia 2010 po raz ostatni mogliśmy zobaczyć go w serialu Doktor Who, w roli dziesiątego Doktora, do roli Doktora powrócił jednak w 2023 w odcinkach specjalnych z okazji 60-tej rocznicy powstania serialu.

## Życie prywatne
30 grudnia 2011 ożenił się z aktorką Georgią Elizabeth Moffett, z którą ma pięcioro dzieci: syna Tylera Petera (ur. 27 marca 2002, został adoptowany przez Tennanta 20 marca 2012), córkę Olive (ur. 29 marca 2011), niebinarne dziecko o imieniu Wilfred (ur. 2 maja 2013) oraz córki: Doris (ur. 4 października 2015) i Birdie (ur. 7 października 2019).
Aktywnie wspiera społeczność LGBT+, w wywiadach pojawia się z elementami stroju, np. przypinkami przedstawiającymi flagi dumy. Politycznie określa siebie jako socjalistę i liberała. Wspiera brytyjską Partię Pracy.

## Filmografia

### Filmy fabularne
| Rok  | Tytuł                                        | Rola                                      | Uwagi           |        |
| ---- | -------------------------------------------- | ----------------------------------------- | --------------- | ------ |
| 1993 | Spaces                                       | Vinny                                     | krótkometrażowy |        |
| 1996 | Więzy miłości                                | pijany student                            |                 |        |
| 1997 | Bite                                         | Alastair Galbraith                        | krótkometrażowy |        |
| 1998 | Los Angeles bez mapy                         | Richard                                   |                 |        |
| 1999 | Ostatni wrzesień                             | kapitan Gerald Colthurst                  |                 |        |
| 2000 | Being Considered                             | Larry                                     |                 |        |
| 2001 | Sweetnight Goodheart                         | Peter                                     | krótkometrażowy |        |
| 2002 | Nine 1/2 Minutes                             | Charlie                                   | krótkometrażowy |        |
| 2003 | Cudowne lata bohemy                          | Ginger Littlejohn                         |                 |        |
| 2004 | Traffic Warden                               | strażnik miejski                          | krótkometrażowy |        |
| 2004 | Old Street                                   | pan Watson                                | krótkometrażowy |        |
| 2005 | Harry Potter i Czara Ognia                   | Barty Crouch Junior                       |                 |        |
| 2006 | Uwolnić słonia                               | Hamish                                    | dubbing         |        |
| 2009 | Wspaniały rok 1939                           | Hector Haldane                            |                 |        |
| 2009 | St Trinian’s 2: The Legend of Fritton’s Gold | sir Piers Pomfrey                         |                 |        |
| 2010 | Jak wytresować smoka                         | ojciec Sączysmarka                        | dubbing         |        |
| 2011 | Lipna panna młoda                            | James Arber                               |                 |        |
| 2011 | Postrach nocy                                | Peter Vincent                             |                 |        |
| 2011 | The Itch of the Golden Nit                   | prezenter wiadomości / Stretchy McStretch | dubbing         |        |
| 2012 | Piraci!                                      | Charles Darwin                            | dubbing         |        |
| 2012 | Nativity 2: Danger in the Manger             | Donald Peterson / Roderick Peterson       |                 |        |
| 2014 | Listonosz Pat i wielki świat                 | Wilf                                      | dubbing         |        |
| 2014 | Nasze zwariowane angielskie wakacje          | Doug McLeod                               |                 |        |
| 2015 | Reds and Grays                               | Robbie                                    | dubbing         |        |
| 2015 | 96 Ways to Say I Love You                    | Mark                                      | krótkometrażowy |        |
| 2017 | Strażak Sam: Uwaga, kosmici!                 | Buck Douglas                              | dubbing         |        |
| 2017 | Normalnie wariat                             | Ronald David Laing                        |                 |        |
| 2017 | Fernando                                     | Angus                                     | dubbing         |        |
| 2017 | Ty, ja i on                                  | John                                      |                 |        |
| 2018 | Zły Samarytanin                              | Cale Erendreich                           |                 |        |
| 2018 | Maria, królowa Szkotów                       | John Knox                                 |                 |        |
| 2019 | Jak wytresować smoka 3                       | Spitelout / Ivar                          | dubbing         |        |
| 2021 | Harmidom: Film                               | Angus                                     | dubbing         | [ 13 ] |
| 2022 | Chip i Dale: Brygada RR                      | Sknerus McKwacz                           | dubbing (cameo) | [ 14 ] |
| 2022 | Zadziwiający Maurycy                         | Dangerous Beans                           | dubbing         | [ 15 ] |

### Produkcje telewizyjne
| Rok             | Tytuł                              | Rola                                        | Uwagi |
| --------------- | ---------------------------------- | ------------------------------------------- | --- |
| 1987            | film antynikotynowy                | Jim                                         | reklama społeczna |
| 1988            | Dramarama                          | Neil McDonald                               | odcinek 6x13 The Secret of Croftmore |
| 1992            | Strathblair                        | turysta                                     | 1 seria |
| 1992            | Bunch of Five                      | policjant                                   | seria 1x05 Miles Better |
| 1993            | The Brown Man                      | brzuchomówca                                | |
| 1993            | Rab C Nesbitt                      | Davina                                      | odcinek 3x02 Touch |
| 1994            | Takin’ Over the Asylum             | Campbell Bain                               | |
| 1995            | The Bill                           | Steve Clemens                               | odcinek 11x128 Deadline |
| 1995            | The Tales of Para Handy            | John MacBryde                               | odcinek 2x02 Para Handy’s Piper |
| 1996            | A Mug’s Game                       | Gavin                                       | odcinek 1x04 |
| 1997            | Holding the Baby                   | pielęgniarz                                 | odcinek 1x02 |
| 1997            | Conjuring Shakespeare              | Angelo                                      | |
| 1998            | Duck Patrol                        | Simon „Darwin” Brown                        | |
| 1999            | The Mrs Bradley Mysteries          | Max Valentine                               | odcinek 2x01 Death at the Opera |
| 1999            | Love in the 21st Century           | John                                        | odcinek 1 Reproduction |
| 2000            | Randall & Hopkirk (Deceased)       | Gordon Stylus                               | oecinek 1x01 Drop Dead |
| 2001            | People Like Us                     | Rob Harker                                  | odcinek 2x04; odcinek The Actor |
| 2001            | High Stakes                        | Gaz Whitney                                 | odcinek 2x01 The Magic Word |
| 2001            | Only Human                         | Tyler                                       | Pilot |
| 2002            | Foyle’s War                        | Theo Howard                                 | odcinek 1x03 A Lesson in Murder |
| 2002            | reklama Boots                      | mąż                                         | |
| 2003            | Terri McIntyre                     | Greig Millar                                | 2 seria |
| 2003            | Scream of the Shalka               | opiekun                                     | 1 odcinek; brytyjski dubbing; z serii Doktor Who |
| 2003            | Trust                              | Gavin MacEwan                               | odcinek 1x06 |
| 2003            | Posh Nosh                          | Jose-Luis                                   | odcinek 1x03 Paella odcinek 1x08 Comfort Food |
| 2003            | Spine Chillers                     | dr Krull                                    | odcinek 1x01 |
| 2004            | The Deputy                         | Christopher Williams                        | |
| 2004            | He Knew He Was Right               | Rev Gibson                                  | |
| 2004            | Blackpool                          | detektyw Carlisle                           | |
| 2005            | The Quatermass Experiment          | dr Gordon Briscoe                           | |
| 2005            | Casanova                           | Giacomo Casanova                            | |
| 2005            | Secret Smile                       | Brendan Block                               | |
| 2005–2010, 2013 | Doktor Who                         | Doktor                                      | sezony 2-4; odcinki specjalne w latach 2008–2010 oraz 2013 W 2009 roku za grę w odcinku Drugi Doktor został nominowany do BAFTA Scotland w kategorii najlepsza gra aktorska w telewizji (mężczyzna). |
| 2006            | The Romantics                      | Jean-Jacques Rousseau                       | |
| 2006            | The Chatterley Affair              | Richard Hoggart                             | |
| 2007            | Recovery                           | Alan Hamilton                               | |
| 2007            | skecz dla Comic Relief             | pan Logan / Doktor                          | |
| 2007            | Dead Ringers                       | Tony Blair                                  | |
| 2007            | Poszukiwanie nieskończoności       | Doktor                                      | brytyjski dubbing; z serii Doktor Who |
| 2007            | Learners                           | Chris                                       | |
| 2007            | Statyści                           | on sam / Doktor                             | specjalny odcinek świąteczny |
| 2008            | Einstein and Eddington             | Arthur Stanley Eddington                    | |
| 2009            | Przygody Sary Jane                 | Doktor                                      | odcinki 3x05 oraz 3x06 Ślub Sary Jane Smith |
| 2009            | Rex Is Not Your Lawyer             | Rex Alexander                               | pilot dla NBC |
| 2009            | Dreamland                          | Doktor                                      | brytyjski dubbing; z serii Doktor Who |
| 2009            | The Catherine Tate Show            | Duch teraźniejszych świąt Bożego Narodzenia | z serii Nan’s Christmas Carol |
| 2009            | Hamlet                             | Hamlet                                      | film telewizyjny |
| 2010            | Single Father                      | Dave Tiler                                  | |
| 2011            | United                             | Jimmy Murphy                                | |
| 2011            | This is Jinsy                      | Mr. Slightlyman                             | odcinek 1x01 |
| 2012            | Playhouse Presents                 | Will                                        | odcinek 1x01 The Minor Character |
| 2012            | True Love                          | Nick                                        | odcinek 1x01 |
| 2012            | Gwiezdne wojny: Wojny klonów       | Huyang                                      | brytyjski dubbing; |
| 2012            | Tree Fu Tom                        | Twigs                                       | brytyjski dubbing; |
| 2012–2013       | Jeźdźcy smoków                     | Spitelout                                   | brytyjski dubbing; odcinek 1x12 Festiwal Roztopów odcinek 2x05 Race to Fireworm Island |
| 2013            | Szpiedzy w Warszawie               | płk Jean-François Mercier                   | |
| 2013–2017       | Broadchurch                        | detektyw Alec Hardy                         | |
| 2013            | The Politician’s Husband           | Aiden Hoynes                                | |
| 2013            | The Escape Artist                  | Will Burton                                 | Za rolę w tym serialu Tennant otrzymał BAFTA Scotland w kategorii najlepszy aktor |
| 2013            | The Five(ish) Doctors Reboot       | on sam                                      | |
| 2014            | Gracepoint                         | Emmett Carver                               | amerykański remake serialu Broadchurch Za rolę w tym serialu Tennant otrzymał People’s Choice Award w kategorii ulubiony aktor w nowym serialu                                                       |
| 2015–2019       | Jessica Jones                      | Kevin Thompson / Zebadiah Kilgrave          | |
| 2016            | Głowa rodziny                      | Doktor                                      | brytyjski dubbing odcinek 15x04 Inside Family Guy |
| 2017            | The Last Leg                       | gość                                        | |
| 2017            | Thunderbirds Are Go!               | Tycho Reeves                                | brytyjski dubbing odcinek 2x25 Hyperspeed |
| 2017            | The Highway Rat                    | The Highway Rat                             | brytyjski dubbing film krótkometrażowy |
| 2017            | Gudrun The Viking Princess         | narrator                                    | |
| od 2017         | Kacze opowieści                    | Sknerus McKwacz                             | brytyjski dubbing |
| od 2018         | Final Space                        | Lord Przywódca                              | |
| 2018            | Hang Ups                           | Martin Lamb                                 | |
| 2018            | Kemping                            | Walt Jodell                                 | |
| 2018            | There She Goes                     | Simon                                       | |
| od 2019         | Dobry omen                         | Crowley                                     | |
| 2019            | gen:LOCK                           | doktor Rufus Weller                         | |
| 2019            | Criminal: Wielka Brytania          | doktor Edgar Fallon                         | odcinek 1x01 Edgar |
| 2020            | Deadwater Fell                     | Tom Kendrick                                | także jako producent wykonawczy |
| 2020            | Spy in the Wild                    | narrator                                    | |
| 2020            | Des                                | Dennis Nilsen                               | |
| 2020–2022       | Staged                             | David                                       | także jako producent wykonawczy |
| 2021            | Eden                               | E92                                         | dubbing |
| Od 2021         | W 80 dni dookoła świata            | Phileas Fogg                                | |
| 2022            | Legenda Vox Machiny                | Generał Krieg                               | dubbing |
| 2022            | Meet the Richardsons               | On sam                                      | odcinek 3x01 |
| 2022            | Sandman                            | Don                                         | odcinek 1x11; dubbing |
| 2022            | Inside Man                         | Wikary Harry Watling                        | |
| 2022            | The Paloni Show! Halloween Special | Roach Chef                                  | Segment: „Clacky’s Café”; tylko głos |
| 2022            | Litvinenko                         | Alexander Litvinenko                        | |
| 2023            | Clone High                         | On sam                                      | odcinek 1x06 |
| 2023            | Spy in the Ocean                   | narrator                                    | |
| 2023            | Ahsoka                             | Huyang                                      | dubbing |
| 2023            | Ark: The Animated Series           | sir Edmund Rockwell                         | dubbing |
| Nieznany        | Hide                               |                                             | W post-produkcji |
| Nieznany        | Americons                          |                                             | Zapowiedź |
| Nieznany        | Rivals                             | Lord Tony Babbingham                        | Zapowiedź |